# Lääneranna (commune)
Lääneranna (en estonien : Lääneranna vald) est une commune rurale d'Estonie située dans le comté de Pärnu, dont le chef-lieu est Lihula. 

## Géographie
La commune s'étend sur 1 363 km2 au nord-ouest du comté de Pärnu, au bord du golfe de Riga au sud et à l'ouest et de la baie de Matsalu au nord.
Plusieurs zones naturelles protégées sont situées sur son territoire, ainsi que la partie méridionale du parc national de Matsalu.
Elle comprend les quatre districts de Hanila, Koonga, Lihula et Varbla qui regroupent la ville de Lihula, le bourg de  Virtsu, ainsi que les villages de Alaküla, Allika, Aruküla, Emmu, Esivere, Haapsi, Hanila, Helmküla, Hälvati, Hõbeda, Hõbesalu, Irta, Iska, Joonuse, Jänistvere, Järise, Järve, Jõeääre, Kadaka, Kalli, Kanamardi, Karinõmme, Karuba, Karuse, Kaseküla, Kause, Keemu, Kelu, Kibura, Kidise, Kiisamaa, Kilgi, Kinksi, Kirbla, Kirikuküla, Kiska, Kloostri, Koeri, Kokuta, Koonga, Korju, Kuhu, Kuke, Kulli, Kunila, Kurese, Käru, Kõera, Kõima, Kõmsi, Laulepa, Lautna, Linnuse, Liustemäe, Lõo, Lõpe, Maade, Maikse, Massu, Matsalu, Matsi, Meelva, Mereäärse, Metsküla, Mihkli, Muriste, Mäense, Mäliküla, Mõisaküla, Mõisimaa, Mõtsu, Naissoo, Nedrema, Nehatu, Nurme, Nurmsi, Nätsi, Nõmme, Oidrema, Paadrema, Paatsalu, Pagasi, Paimvere, Pajumaa, Palatu, Parasmaa, Parivere, Peanse, Peantse, Penijõe, Petaaluse, Piha, Piisu, Pikavere, Pivarootsi, Poanse, Rabavere, Raespa, Raheste, Rame, Rannaküla, Rannu, Rauksi, Ridase, Rooglaiu, Rootsi, Rootsi-Aruküla, Rumba, Rädi, Saare, Saastna, Salavere, Salevere, Saulepi, Seira, Seli, Selja, Sookalda, Sookatse, Soovälja, Tamba, Tamme, Tarva, Tiilima, Tuhu, Tuudi, Täpsi, Tõitse, Tõusi, Ullaste, Uluste, Ura, Urita, Vagivere, Vaiste, Valuste, Vanamõisa, Varbla, Vastaba, Vatla, Veltsa, Voose, Võhma, Võigaste, Võitra, Võrungi, Äila, Ännikse, Õepa, Õhu.

## Histoire
Elle est issue de la fusion, le 24 octobre 2017, des communes de Hanila, Lihula, Koonga et Varbla.

## Démographie
Au 1er janvier 2021, la population s'élevait à 5 190 habitants.

## Transports
La commune est traversée par la route nationale 10 , la route nationale 60 et la route secondaire 19201.
Le port de Virtsu est relié par des traversiers avec le port de Kuivastu de l'ile de Muhu.

## Galerie

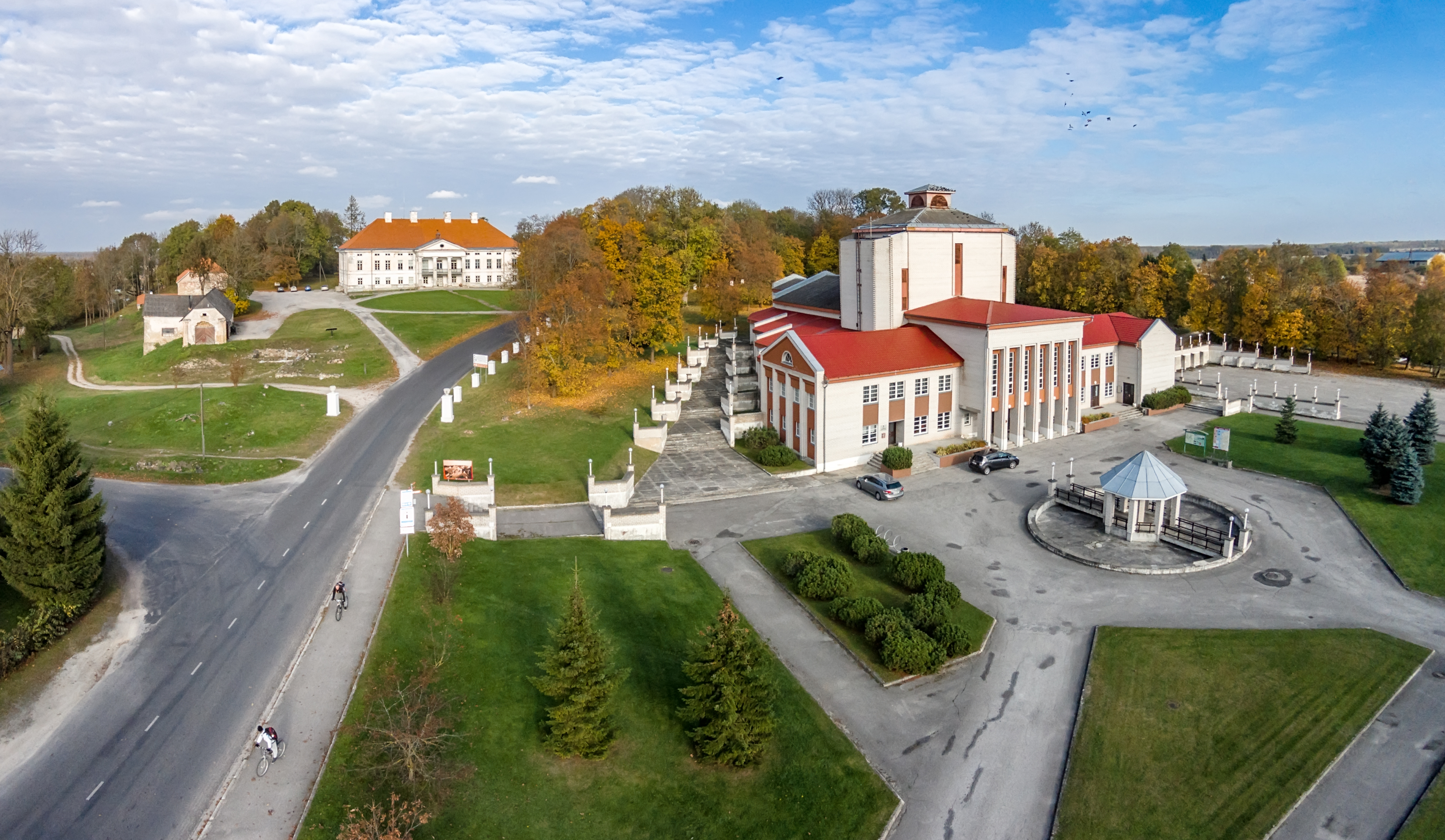
Lihula.
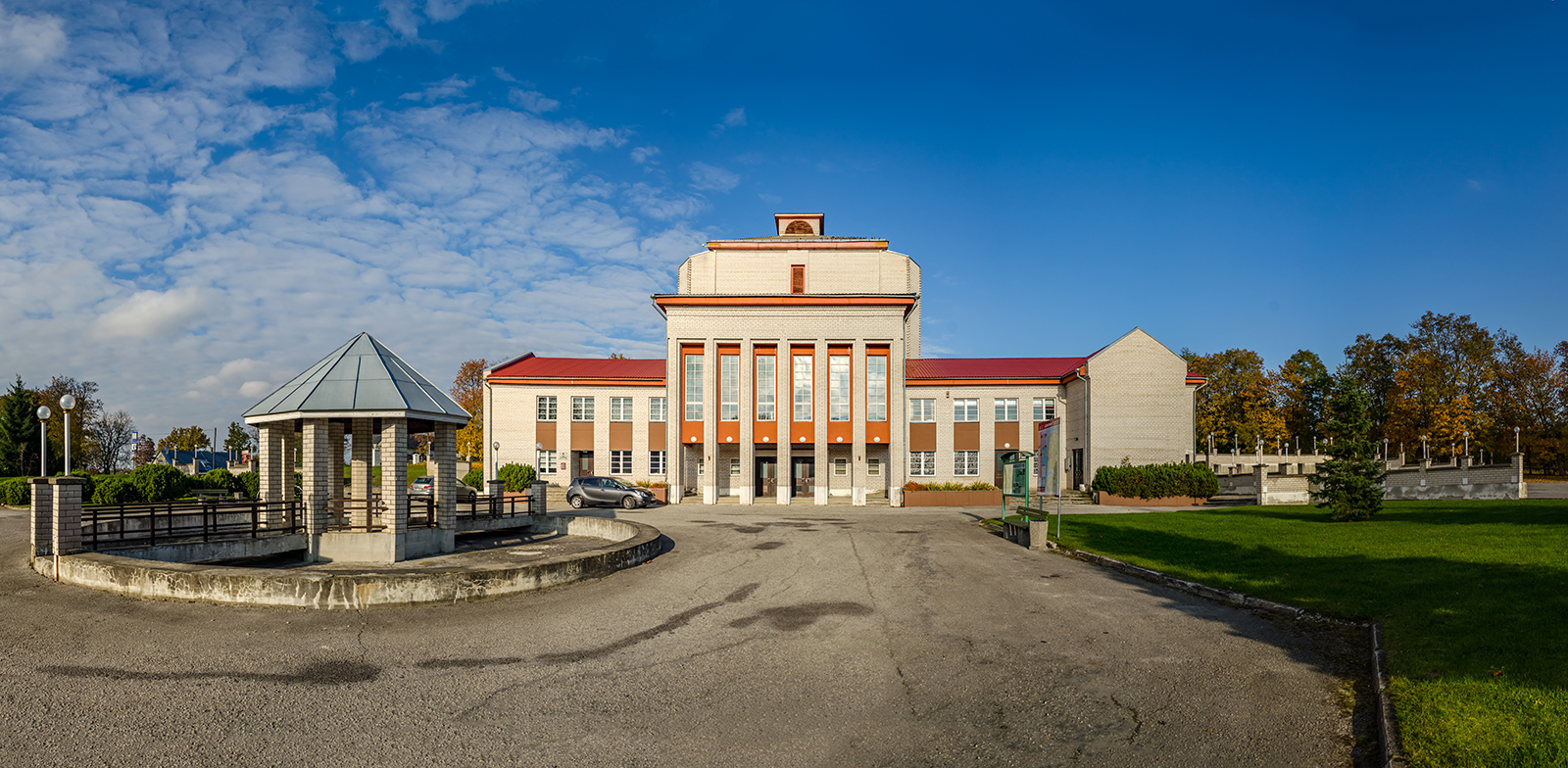
Maison de la Culture à Lihula.
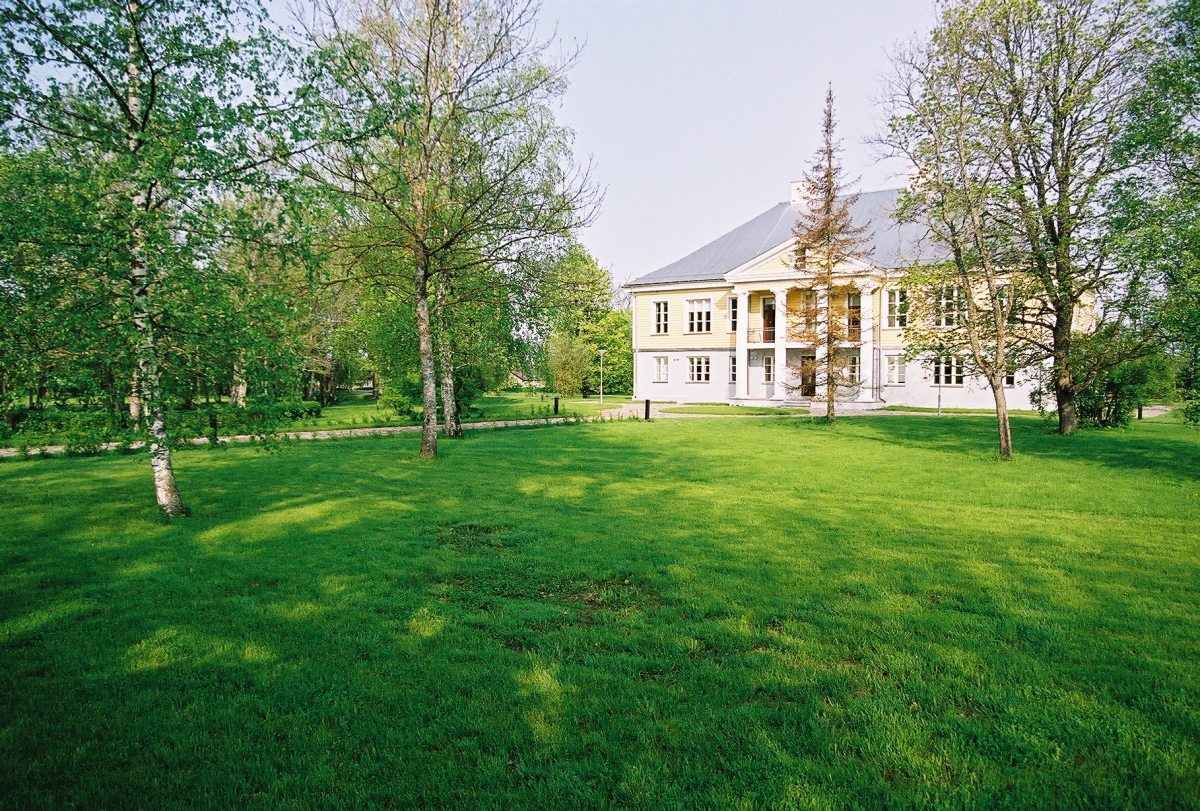
Manoir de Penijõe.

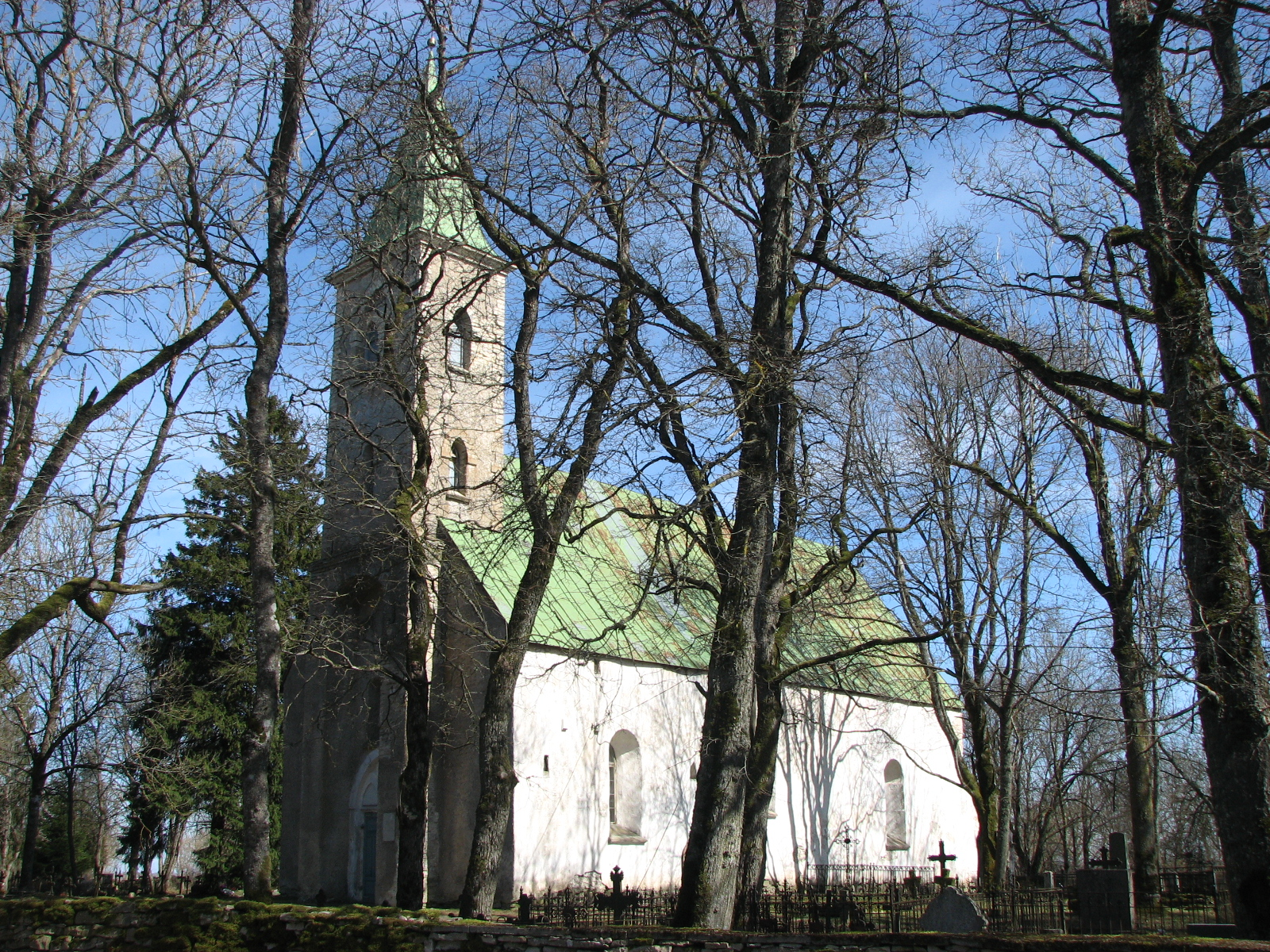
Église Saint-Nicolas de Kirbla.
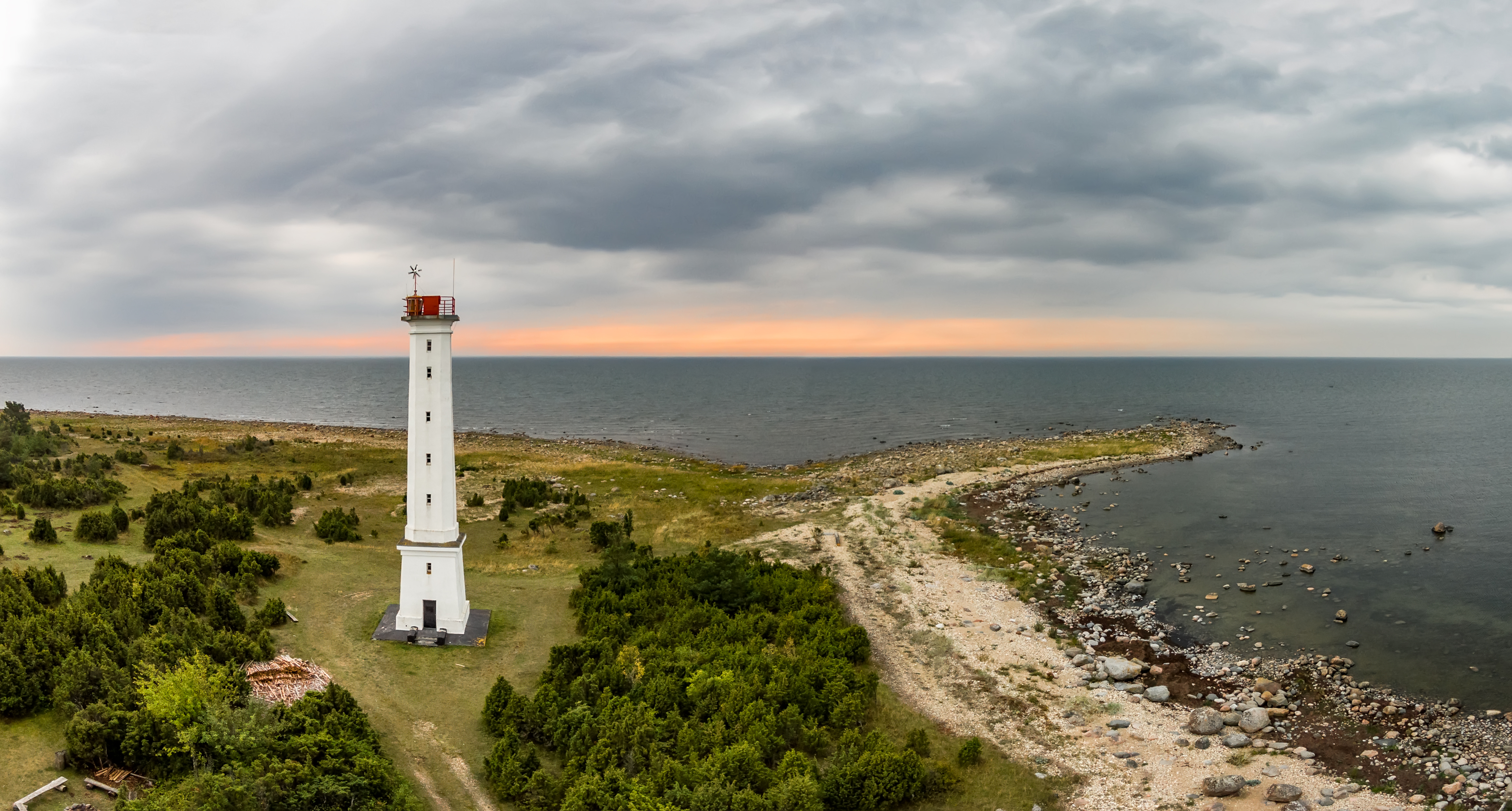
Phare de Sõmeri.
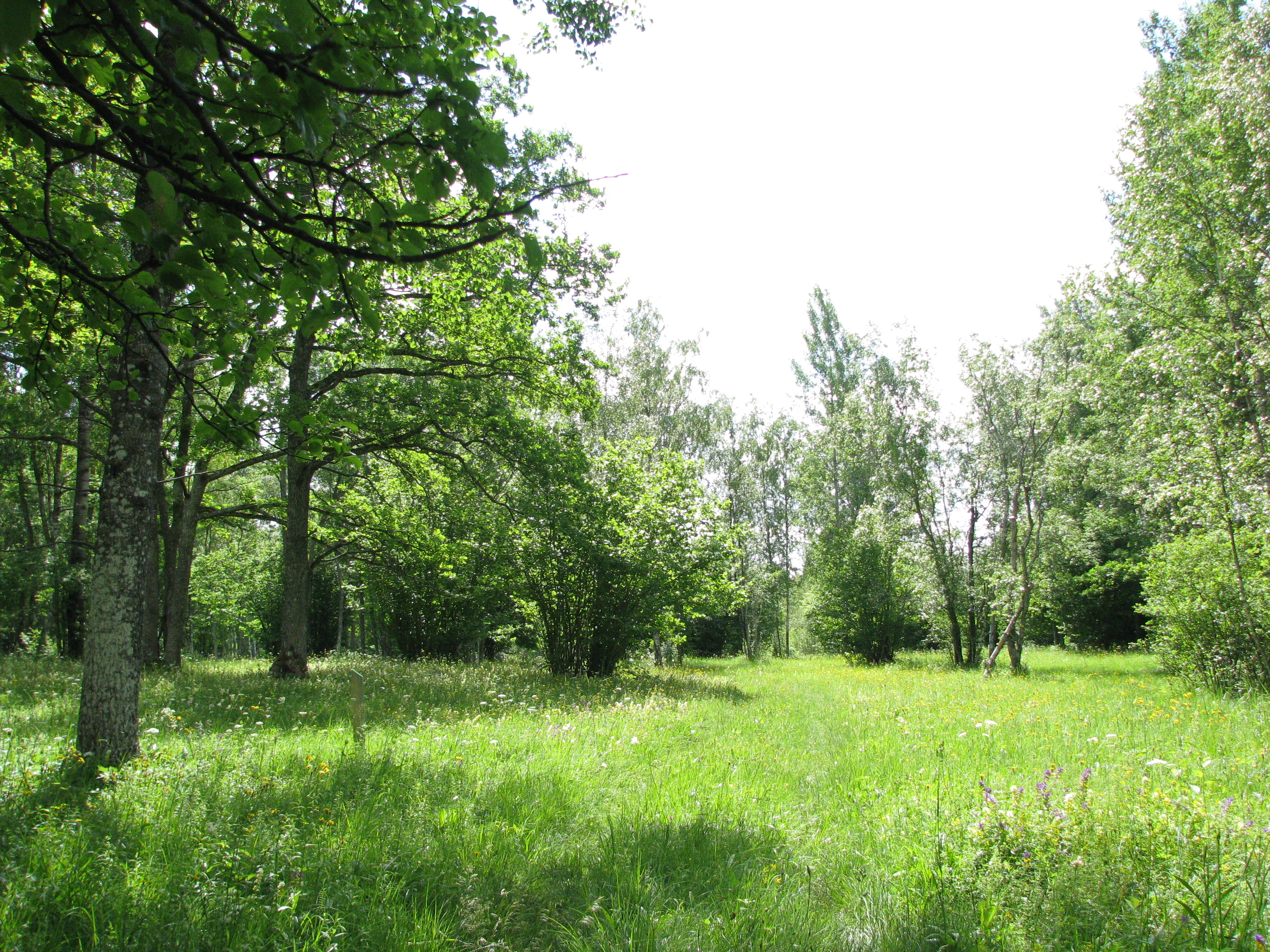
Réserve de Nedrema.